# 위략
위략(魏略)은 중국 삼국 시대 위나라를 중심으로 쓰여진 역사서이다. 후에 책이 유실되어서, 청나라때 왕인후(王仁俊)가 잔존하여 전해진 글을 모아 집본을 펴냈지만, 매우 간략했기 때문에 장붕일(張鵬一)이 민국(民國) 11년에 다시 편집했다. 저자는 어환(魚豢)이다. 어환의 행적 대해서 전해지지 않고, 위략의 저작자인 것 이외는 알려지지 않았다. 삼국지(三國志)의 배송지(裴松之)의 주석에 인용된 기록에 의하면, 유표(劉表)와는 서로 안면이 있는 관계였다고 한다. 그 후에는 위나라의 신하가 되었다는 기록밖에 없다.

## 편찬과 개요
위략의 편찬 연대는 위나라 말기부터 진(晉)나라 초기로 편찬되었다고 추정하지만 구체적으로는 여러 가지 이설 있다. 유지기(劉知幾)는 "(위략의 기록한)사적(事績)이 위 명제(魏明帝) 시대까지 기록되었다."라고 말하였지만, 실제로는 그 이후의 기록도 있어, 마지막 기록이라 생각되는 것은 삼국지 가규전(賈逵傳) 주석에 인용된 감로(甘露) 2년의 기록이 있고, 그 이후에는 책이 완성되었는지, 중간에 저술이 끝난것인지 알 수 없다. 또한 위나라와 진나라의 황제들의 휘(諱)를 피하지 않고, 사실대로 기록된 것이 지적되고 있다.
그리고, 어환의 또 다른 저서인 전략(典略)과의 연관성이 있다고, 지목하고 있다. 수서 경적지(隋書 經籍志)에는 전략 89권이라고 기록이 되어 있고, 구당서 경적지(舊唐書 經籍志)에는 위략 38권, 전략 50권이라고 기록된 것부터, 요진종(姚振宗)은 "수서에 기록된 전략 89권은, 구당서 경적지의 위략 38권과 전략 50권이다. 양서를 합하면 88권이 된다. 원서에는 목록이 1권 있었을지도 모르고, 그 때문에 1권분 많이 나와 있다." 말하면서, 위략은 원래 전략이란 책에 내용이 포함되어 있었다고 주장한다. 또, 장종원(章宗源)은 "위략은 단지 조조의 위나라를 역사를 기록하였다. 그러므로 책 이름에 위(魏)라는 단어를 사용하였다.", "전략은 기록이 많이 있고, 전체 내용도 잡스러운 기록이고, 위략과는 다른 시대에 일어났던 일을 글을 남겨서 저술한 것이다."라고 말하고, 위략은 조조의 위나라를 시대를 기록한 역사서, 전략은 위나라와 그 이전의 왕조를 기록으로 남긴 역사서이라고 주장한다. 이 두가지 설을 종합 하면, 원래 중국 고대사부터 조조가 세운 위나라까지의 통사로 저술한 책이 전략이 되었고, 그 내용 중에서 전략에 있는 내용 중에서 조조가 건국한 위나라의 기록들을 떼어내어서 위략이라고 이름이 붙이게 되고, 그 외 다른 왕조들의 기록들은 전략이라는 책으로 남게 되었다고 하였다.
위략의 기록은 위나라 및 후한 말기 군벌 등에 자세하게 기록을 하였지만, 그 후에도 일어났던 일을 따로 기록하지 않았다. 당시에 있었던 일을 중요하게 생각하여 기록한 것으로 생각된다. 그러나, 외국에 관한 기술은, 현존하는 당시 문헌에서는 가장 자세하고, 고조선(古朝鮮), 삼한(三韓) 그리고 대진국(大秦國, 로마 제국)에 대해서 언급하였다. 한반도에 있었던 국가인 고조선에 대해서는 사기에는 위만이 건국하였던 위만 조선 이전에 존재했던 고조선의 존재를 언급을 안했지만, 위략은 연나라 역왕때의 고조선 국왕이 왕을 칭하자, 대부 예가 고조선 국왕에게 칭왕을 말렸던 일화와 고조선 부왕의 치세, 위만(衛滿)에게 축출되는 준왕의 기록과 고조선 왕족의 성씨가 한씨(韓氏)라는 기록을 하였고, 특히 로마 제국(대진국)에 대해 중국 측에서 현존하는 최고의 사료였고, 중국 황제 체제와 달랐던 로마 원로원의 존재를 시사한 기술이 있다.
유지기는 위략에 대하여 "자초지종했던 일을 모두 기록하고, 매우 난잡하다"라고 하여 내용이 번잡하다고 비판하였다. 한편으로는 고사손(高似孫)은 "특별한 기록이 있다."라고 높게 평가하였다.